# Tetrastigma petraeum
Tetrastigma petraeum är en vinväxtart som beskrevs av B.R. Jackes. Tetrastigma petraeum ingår i släktet Tetrastigma och familjen vinväxter. Inga underarter finns listade i Catalogue of Life.